# Kevin Jonas
Paul Kevin Jonas II, meglio conosciuto come Kevin Jonas (Teaneck, 5 novembre 1987), è un chitarrista, pianista e cantante statunitense.
Fa parte della band Jonas Brothers insieme ai fratelli Joe e Nick.

## Biografia
Kevin è nato a Teaneck, New Jersey, USA, figlio primogenito di Denise e Paul Kevin Jonas Senior, ha origini italiane, irlandesi, tedesche e nativo americane. Kevin si appassionò prima alla chitarra, studiando per caso un manuale che ne insegnava le tecniche esecutive, e poi in seguito al canto.

### Carriera musicale
Da bambino registrò varie pubblicità televisive e si esibì col padre cantando la canzone 'I am amazed' a soli otto anni.
All'inizio del 2005, il nuovo presidente della Columbia Records, Steve Greenberg, ascoltò la registrazione di Nick. L'album non incontrò le sue preferenze, ma la voce di Nick sì.
Dopo aver incontrato i fratelli ed aver ascoltato la loro canzone "Please Be Mine", la Daylight/Columbia Records decide di ingaggiarli. Dopo la firma, i tre prendono in considerazione di chiamare il loro gruppo "Sons of Jonas", ma poi decidono per "Jonas Brothers."
Il loro primo album, It's About Time, è stato pubblicato l'8 agosto 2006. Il manager della band sostiene che si è trattato di una edizione limitata, poco più di 50 000 copie. Dal momento che la Sony non era interessata a promuovere il gruppo, i Jonas Brothers cambiarono etichetta. Dopo essere rimasti scoperti per un po' di tempo, hanno firmato con la Hollywood Records nel febbraio 2007. Più o meno nello stesso momento, i fratelli iniziarono ad apparire nella pubblicità di Baby Bottle Pops, cantando il jingle. Il secondo album, intitolato Jonas Brothers è stato pubblicato il 7 agosto 2007 e, durante la prima settimana, ha raggiunto la posizione numero 4 nella Billboard 200.
Il terzo album, A Little Bit Longer, è stato pubblicato negli Stati Uniti il 12 agosto 2008. Il 16 giugno 2009 è uscito il loro quarto album: Lines, Vines And Trying Times.
Nel 2019, dopo anni di inattività del gruppo in cui entrambi i fratelli di Kevin hanno lavorato da solisti o in altri gruppi, i Jonas Brothers sono ritornati in scena con l'album Happiness Begins; il primo singolo Sucker è diventato la prima canzone del gruppo a raggiungere la numero 1 della Billboard Hot 100.

### Altre attività
Il 17 agosto 2007, Kevin ed i suoi fratelli sono apparsi come guest star in un episodio della seconda stagione di Hannah Montana. L'episodio ha debuttato in concomitanza con High School Musical 2 ed ha battuto i record della TV via cavo, con 10,7 milioni di spettatori, diventando la serie più seguita di sempre.
Kevin ed i fratelli hanno interpretato anche un film Disney per la televisione intitolato Camp Rock, e il suo seguito, nel quale ricoprono il ruolo di una band chiamata "Connect Three." Joe interpreta il ruolo maschile principale del cantante Shane Gray, Nick è il chitarrista Nate e Kevin l'altro chitarrista, Jason.
Il reality Jonas Brothers: Living the Dream è stato trasmesso per la prima volta su Disney Channel il 16 maggio 2008. La storia documenta le vite dei tre Jonas durante il Look Me In The Eyes Tour. 
Nel Febbraio 2009 i fratelli fecero uscire nei cinema Jonas Brothers: The 3D Movie Concert Experience che mostrava al pubblico la vita dei fratelli in tour e alcune esibizione del 'burnin' up tour'. Pubblicizzarono l'uscita del film sorprendendo le fans nei cinema e partecipando a molte trasmissioni televisive. 
Il 18 settembre 2009 è andata in onda su Disney Channel Italia la nuova serie, Jonas che ha come protagonisti i tre fratelli. Il 7 ottobre 2010 è andata in onda la serie Jonas L.A., una sorta di "sequel" di Jonas.
Il 19 agosto 2012 sul canale statunitense E! ha debuttato una serie che riguarda la vita coniugale di Kevin, Married to Jonas.

## Vita privata
Il 19 dicembre 2009 ha sposato Danielle Deleasa, con i fratelli Joe e Nick come testimoni. Il 2 febbraio 2014 la coppia annuncia via Twitter la nascita della loro prima figlia Alena Rose Jonas. Il 27 ottobre 2016 nasce Valentina Angelina Jonas.

## Filmografia

### Cinema
- Hannah Montana & Miley Cyrus: Best of Both Worlds Concert, regia di Bruce Hendricks (2008)
- Jonas Brothers: The 3D Concert Experience, regia di Bruce Hendricks (2009)
- Una notte al museo 2 - La fuga, regia di Shawn Levy (2009)

### Televisione
- Hannah Montana – serie TV, episodio 2x16 (2007)
- Camp Rock – film TV, regia di Matthew Diamond (2008)
- Jonas Brothers - Vivere il sogno – documentario TV, 27 puntate (2008-2010)
- Jonas L.A. – serie TV, 34 episodi (2009-2010)
- Camp Rock 2: The Final Jam – film TV, regia di Paul Hoen (2010)
- Married to Jonas – documentario TV, 16 puntate (2012-2013)
- The Celebrity Apprentice – reality TV (2015)

## Doppiatori italiani
Nelle versioni in italiano dei suoi film, Kevin Jonas è stato doppiato da:
- Fabrizio De Flaviis in Camp Rock, Camp Rock 2: The Final Jam, Jonas, Jonas L.A., Jonas Brothers - Vivere il sogno
- David Chevalier in Hannah Montana

## Riconoscimenti
- Teen Choice Awards
  - 2013 - Male Reality Star per Married to Jonas[12][13]